# Damees de Crotona
Dàmees (en llatí Dameas, en grec antic Δαμέας "Daméas") o de vegades Dèmees fou un escultor grec nascut a Crotona que va fer una estàtua de bronze del seu conciutadà Miló, segons explica Pausànies (Descripció de Grècia VI, 14,2).
Miló va portar a les seves espatlles aquesta estàtua fins al bosc sagrat d'Altis com a ofrena. Va viure al segle vi aC i aquesta obra es podria datar cap a l'any 530 aC.